# Miklós Ungvári
Miklós Ungvári (Cegléd, 15 ottobre 1980) è un judoka ungherese, argento olimpico nella categoria fino a 66 kg a Londra 2012.

## Palmarès

### Olimpiadi
- 1 medaglia:
  - 1 argento (66 kg a Londra 2012).

### Campionati mondiali
- 3 medaglie:
  - 3 bronzi (66 kg al Cairo 2005; 66 kg a Rio de Janeiro 2007; 66 kg a Rotterdam 2009).

### Campionati europei
- 7 medaglie:
  - 3 ori (66 kg a Maribor 2002; 66 kg a Tbilisi 2009; 66 kg a Istanbul 2011);
  - 3 argenti (66 kg a Rotterdam 2005; 66 kg a Lisbona 2008; 66 kg a Vienna 2010);
  - 1 bronzo (73 kg a Montpellier 2014).

### Vittorie nel circuito IJF
| Data           | Località | Paese    | Categoria  |
| -------------- | -------- | -------- | ---------- |
| 13 giugno 2015 | Budapest | Ungheria | Grand Prix |
| 11 agosto 2018 | Budapest | Ungheria | Grand Prix |